# Сокольники (Новомосковск)
Соко́льники — микрорайон (с 2008) города Новомосковска Тульской области России, бывший (1958—2008) город в России, в Новомосковском районе
Население 10,6 тыс. чел. (2006).

## География
Находится в 18 км от центра города Новомосковска, в 83 км от Тулы.
Центральные улицы микрорайона — улицы Ленина и Комсомольская.

## История
Город образован в 1958 году на месте существовавшей ещё в XIX веке деревни Сокольники. Название населённого пункта происходит от фамилии Сокольников.
В послевоенный период в связи с развитием металлургической промышленности в Туле и химической промышленности в Сталиногорске (ныне Новомосковске), в регионе увеличился спрос на уголь. В районе Сталиногорска был открыт ряд новых шахт, что вызвало рост новых городов и посёлков. Так, в августе 1949 года в 14 километрах от Сталиногорска было начато строительство посёлка Сокольники (относился к Гремячевскому району Московской области).
В апреле 1954 года поселение было преобразовано в посёлок городского типа.

В апреле 1958 года посёлок был преобразован в город районного подчинения. Около Сокольников работало несколько крупных шахт, а годовая добыча угля на этих шахтах достигала более 3-х миллионов тонн.
В 1963 году открылся цех от завода бытовой химии по расфасовке моющих средств, в 1965 году начал выпускать продукцию Новомосковский экспериментальный машиностроительный завод, создано Новомосковское ремонтно-строительное управление.
В 1990-х годах все шахты около Сокольников выработались и закрылись.
Законом Тульской области № 1103-ЗТО от 24 октября 2008 года город включён в черту Новомосковска. Решением Совета депутатов МО города Новомосковска Новомосковского района № 6-З от 14.11.2008 присоединённой территории присвоено наименование «микрорайон Сокольники».

## Население
| Год  | Число жителей |
| ---- | ------------- |
| 1959 | 16 100        |
| 1979 | 13 200        |
| 1989 | 12 219        |
| 2002 | 11 142        |
| 2006 | 10 563        |

## Инфраструктура
Средняя общеобразовательная школа № 3.
Средняя общеобразовательная школа № 3, корпус № 2 (бывшая ДСОШ № 1).
Средняя общеобразовательная школа № 19.
Физкультурно-оздоровительный комплекс «Шахтёр».
Поликлиника № 5.
Сокольнический ДК.
Парк Сокольники.

## Транспорт
На улице Шахтёрская расположена автостанция, которая связывает микрорайон регулярными рейсами с Новомосковском и ближайшими областными центрами — Москвой, Тулой и Рязанью, а также с Михайловом, Кимовском, Венёвом, Донским и со многими сельскими населёнными пунктами.

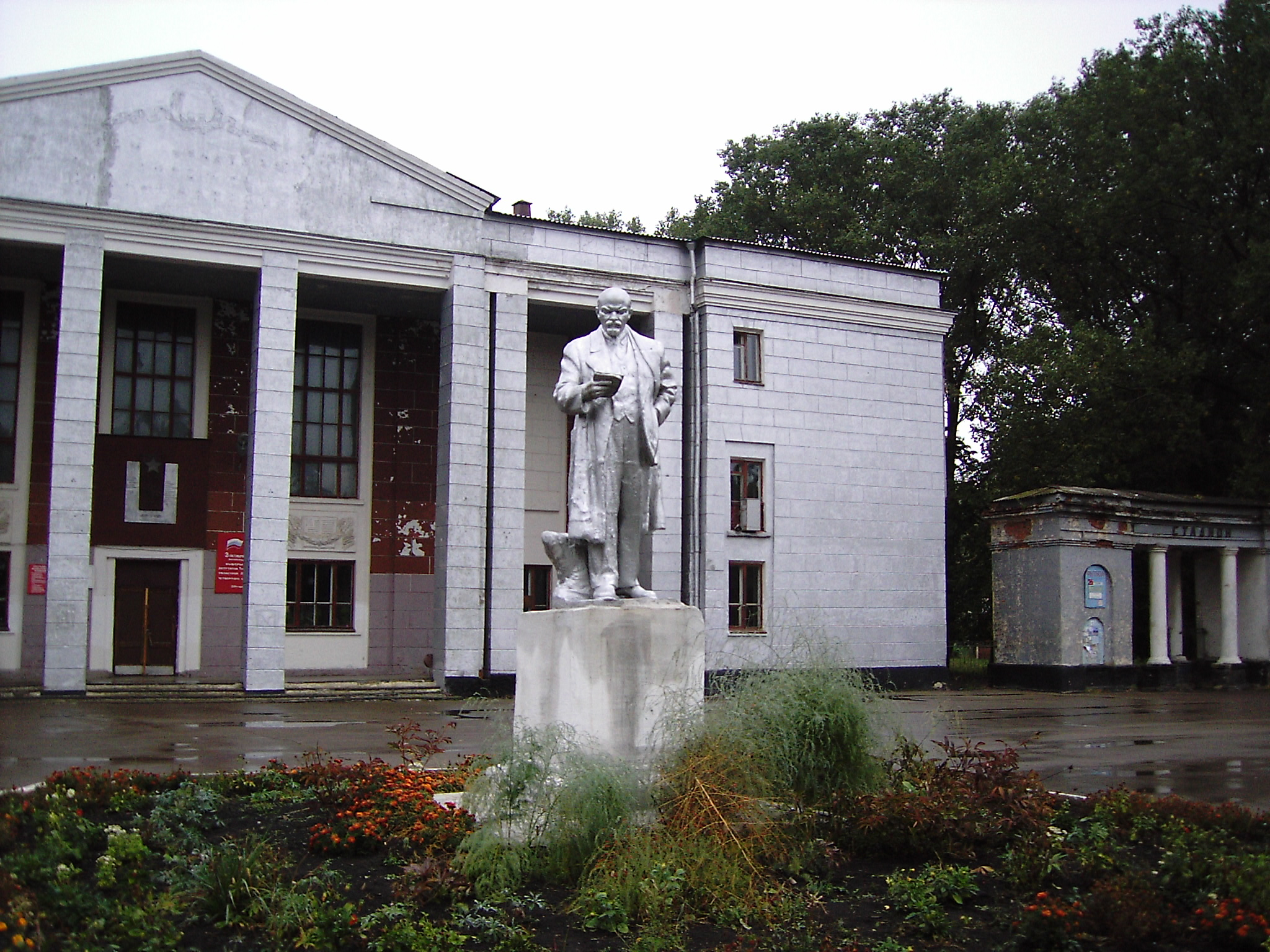
Дом культуры микрорайона Сокольники
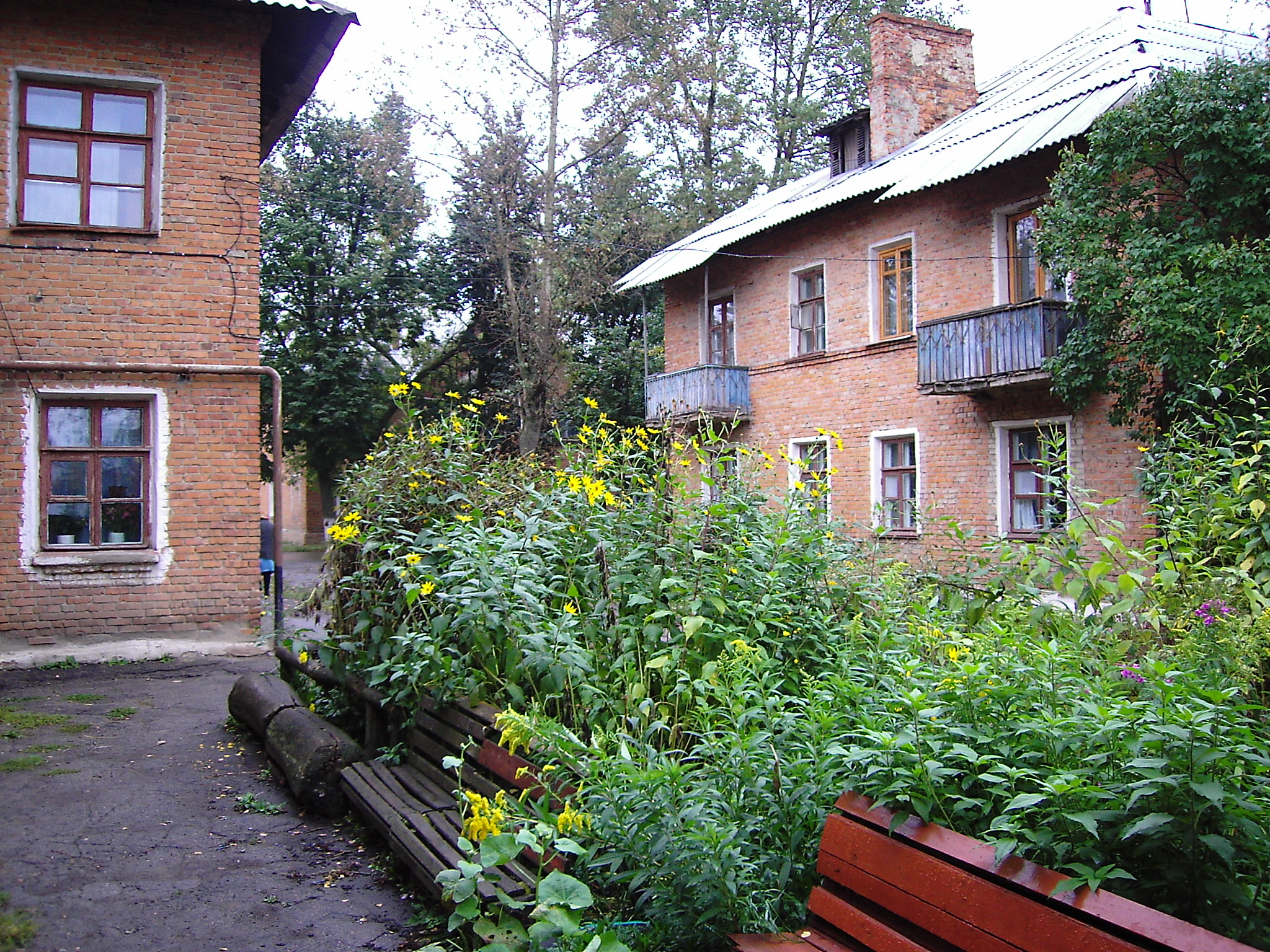
Один из дворов микрорайона Сокольники